# Adrishta
Adrishta é um termo sânscrito que significa visto apenas pela intuição ou mente.
Pode ser classificado como destino ou sorte, uma influência invisível da qual só se pode ver seus efeitos. Dentro da filosofia védica é um princípio cercado de inadequações. Kanada refere-se ao tema  em seus sutras. Ele acreditava que a formação deste mundo fosse resultado de Adrishta, uma força kármica invisível ou uma reação à mesma. Ele trilha as atividades primordiais dos átomos e das almas por este princípio.
Kumarila, uma escola do século VII a. C., segidora da lógica de Mimamsa, refuta Deus como o criador do mundo.  Ele pergunta qual o propósito de Deus em criar o mundo cheio de miséria? A explicação de um karma passado não é aceitável desde que não havia nada anterior a ele. Se ele é limitado por outras considerações, então ele não é onipotente. Se é dito que o átomo age sob a vontade de Deus (como é dito por outra escola de lógica Nyaya), o que fez a vontade de Deus surgir?
Se nós introduzirmos a vontade de Deus, isto seria o bastante para reduzir o karma a uma insignificância (Shlokavartika). Esta escola defende a causa pelo Adrishta c.q.d. um princípio invisível. 